# Martin Rominger
Martin Rominger (3 mei 1979) is een Zwitsers golfprofessional.
Rominger is in Zuoz op het Lyceum Alpinum geweest en heeft daarna zijn BA gehaald op de University of South Carolina. Hij speelt voornamelijk op de Aziatische PGA Tour.

## Amateur
In 2004 was hij de beste amateur op het Omnium. 
Hij had handicap + 3,7 toen hij in november 2004 professional werd.

#### Gewonnen
Zwitserse PGA
- 2000: Order of Merit
- 2002: Engadin kampioenschap
- 2003: Kampioen van Centraal Zwitserland
- 2004: Zwitsers amateurkampioenschap, Zwitsers Omnium, Kampioen van Oost- en Centraal Zwitserland, Engadin kampioenschap, Order of Merit
- 2005: Engadin kampioenschap, Order of Merit

#### Teams
- Palmer Cup (Europees team): 2004 (winnaars)

## Professional
De eerste drie jaren speelde Rominger op de Aziatische PGA Tour. Hij werd 2de bij het Omnium in 2006, 2de op de Aziatische Tourschool voor 2008 en 2de op het Open International de Normandie in Frankrijk.
In 2009 speelt hij vooral in Zwitserland en bereidt zich voor op de Tourschool. In 2010 probeerde hij de Tourschool opnieuw op de Circolo Golf Bogogno en kwalificeert zich niet voor de tweede ronde.
In 2012 en 2014 kwalificeerde hij zich weer voor de Aziatische PGA Tour. In 2014 begon hij met een 4de plaats in het SAIL-SBI Open.

#### Gewonnen
- 2005: Engadin Championship
- 2008: Open Riva Tessali-Metaponto (Alps Tour)
- 2013: Olivier Barras Memorial

#### Teams
- World Cup (namens Zwitserland): 2006 (12de met Nicolas Sulzer)